# Okrúhle
Okrúhle (bis 1973 slowakisch „Okruhlé“; ungarisch Kerekrét) ist eine Gemeinde im Nordosten der Slowakei mit 562 Einwohnern (Stand 31. Dezember 2024), die im Okres Svidník, einem Kreis des Prešovský kraj, liegt und zur traditionellen Landschaft Šariš gezählt wird.

## Geographie

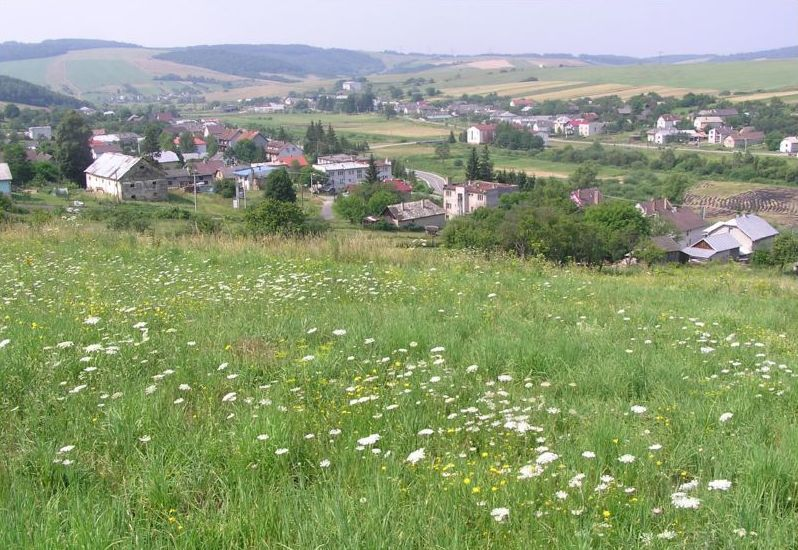
Okrúhle

Die Gemeinde befindet sich in den Niederen Beskiden, genauer noch innerhalb des Berglands Ondavská vrchovina. Durch Okrúhle fließt die Radomka, ein Bach im Einzugsgebiet der Topľa. Das Ortszentrum liegt auf einer Höhe von 220 m n.m. und ist 10,5 Kilometer von Giraltovce sowie 18 Kilometer von Svidník entfernt.
Das Gemeindegebiet umfasst die Gemeindeteile Okrúhle und Šapinec (1964 eingemeindet).
Nachbargemeinden sind Radoma im Norden, kurz Šandal im Nordosten, Vyšná Olšava im Osten, Soboš im Süden, Valkovce im Südwesten, Štefurov im Westen sowie Kožany, Beňadikovce und Šarišský Štiavnik im Nordwesten.

## Geschichte
Das Gemeindegebiet von Okrúhle wurde in der Kupfersteinzeit besiedelt.
Der heutige Ort wurde zum ersten Mal 1414 als Kerekreth schriftlich erwähnt und war Teil der Herrschaftsgebiete von Radoma und der Burg Makovica. 1427 hatte die Ortschaft 45 Porta, während eines polnischen Feldzugs zwischen 1490 und 1492 wurde das Dorf zerstört und danach für einige Zeit unbewohnt. Im 17. Jahrhundert waren Mitglieder des Geschlechts Rákóczi Gutsbesitzer, im 18. Jahrhundert besaßen die Familien Szirmay und Aspremont Ortsgüter. 1787 hatte die Ortschaft 47 Häuser und 392 Einwohner, 1828 zählte man 49 Häuser und 369 Einwohner, die als Fuhrmänner, Getreidehändler und Obstbauern beschäftigt waren.
Bis 1918 gehörte der im Komitat Sáros liegende Ort zum Königreich Ungarn und kam danach zur Tschechoslowakei beziehungsweise heute Slowakei. Bis 1945 waren je eine Dampfsäge und Brennerei in Betrieb.

## Bevölkerung
| Jahr                | 1994 | 2004    | 2014    | 2024     |
| ------------------- | ---- | ------- | ------- | -------- |
| Anzahl der Personen | 628  | 641     | 636     | 562      |
| Unterschied         |      | +2,07 % | −0,78 % | −11,63 % |

| Jahr                | 2023 | 2024    |
| ------------------- | ---- | ------- |
| Anzahl der Personen | 563  | 562     |
| Unterschied         |      | −0,17 % |

Gemäß der Volkszählung 2011 wohnten in Okrúhle 648 Einwohner, davon 603 Slowaken, 15 Russinen sowie jeweils ein Tscheche und Ukrainer. 28 Einwohner machten keine Angabe zur Ethnie.
503 Einwohner bekannten sich zur römisch-katholischen Kirche, 92 Einwohner zur griechisch-katholischen Kirche, 11 Einwohner zur orthodoxen Kirche und sechs Einwohner zur Evangelischen Kirche A. B. Drei Einwohner waren konfessionslos und bei 33 Einwohnern wurde die Konfession nicht ermittelt.

## Bauwerke und Denkmäler
- römisch-katholische Martinskirche aus dem Jahr 1902

## Söhne und Töchter der Gemeinde
- Michal Bosák (engl. Michael Bosak, 1869–1937), US-amerikanischer Bankier und Mäzen slowakischer Abstammung